# Antoine Jacquet
Pour les articles homonymes, voir Jacquet.
Antoine Jacquet, (dit de Grenoble), né très vraisemblablement vers 1500 à Grenoble et mort en 1572 à Avon, est un sculpteur et maçon français du XVIe siècle.

## Biographie
Antoine Jacquet naît très vraisemblablement vers 1500 à Grenoble.
Il s'installe vers 1538 dans la région de Fontainebleau
- La Gazette des beaux-arts mentionne une figure équestre en marbre d'Henri IV[2]. Selon le Bénézit elle est intitulée Henri IV vainqueur à Ivry[3].
- une Victoire et des génies[3].

En 1550, Diane de Poitiers fait agrandir un hôtel par Philibert Delorme et Antoine Jacquet
En 1555 il travaille avec un maître maçon, Pierre Girard, dit Castoret.
En 1564, sous la direction du Primatice, Antoine Jacquet collabore à Paris avec Louis Lerambert, Jean Le Mercillon, Louis Bergeron, Marin Lemoyne et Pierre Dambry, dit le Marbreux, à la partie ornementale du mausolée de Henri II, situé à Saint-Denis.
Il donne naissance à une lignée de grands sculpteurs. Son fils Mathieu, sculpteur du roi, est maintenant l'auteur reconnu de la Belle cheminée, en marbre, au château de Fontainebleau, entre 1597 et 1600 (plusieurs éléments sont conservés au château, d'autres au musée du Louvre).
Antoine Jacquet meurt en 1572 à Avon.